# Key Pittman
Key Pittman (ur. 19 września 1872, zm. 10 listopada 1940) – amerykański polityk, działacz Partii Demokratycznej. Przez szereg lat reprezentował stan Nevada w Senacie Stanów Zjednoczonych, gdzie pełnił m.in. funkcję przewodniczącego pro tempore i przewodniczącego komisji spraw zagranicznych, co czyniło go jednym z najbardziej wpływowych członków izby wyższej Kongresu.
Urodził się w Vicksburgu w Missisipi. Początkowo nauki pobierał od prywatnych nauczycieli, ale ukończył też prawo na Southwestern Presbyterian University w Clarksville (Tennessee). W 1897, w okresie gorączki złota, wyjechał na Zachód, gdzie pracował do 1901 jako górnik.
W 1902 przeniósł się do Tonopah w Nevadzie, gdzie kontynuował przerwaną wcześniej pracę prawnika. Jego pozycja rosła. Reprezentował m.in. Nevadę na St. Louis Exposition oraz Lewis & Clark Centennial Exposition.
Po raz pierwszy, bezskutecznie, ubiegał się o mandat senatora w 1910, jednak w 1913 został wybrany w wyborach przedterminowych po śmierci senatora George’a S. Nixona. W Senacie zasiadał do śmierci.
Po przejęciu władzy w Kongresie i Białym Domu przez demokratów w 1933 został wybrany przewodniczącym pro tempore Senatu (jako ostatni niebędący najstarszym stażem senatorem partii większościowej) i komisji spraw zagranicznych. Funkcję tę sprawował do śmierci krótko po zdobyciu kolejnej kadencji w listopadzie 1940. Zmarł na zawał serca.
Według krążącej przez lata legendy naprawdę zmarł przed wyborami, ale liderzy partyjni trzymali jego ciało w wannie wypełnionej lodem w pokoju hotelowym dopóki nie wybrano go ponownie. Historia ta, acz popularna, okazała się nieprawdą. Faktycznie zawału dostał przed wyborami, ale zmarł już po nich w szpitalu w Reno (Nevada).
Jego brat, Vail M. Pittman, był gubernatorem Nevady.